# UCI Women’s WorldTour
Die UCI Women’s WorldTour (WWT) ist die vom Weltradsportverband UCI ausgetragene Serie der bedeutendsten Eintages- und Etappenrennen des Profi-Radrennsports für Frauen. Sie wird seit 2016 ausgetragen und löste damit den von 1998 bis 2015 veranstalteten Rad-Weltcup der Frauen ab. Im Jahr 2025 umfasst die WorldTour 27 Radrennen in 11 Ländern.

## Geschichte
Um die öffentliche Wahrnehmung des Radsports der Frauen und deren Professionalisierung voranzubringen, veranstaltete der Radsportweltverband UCI im Dezember 2014 ein Arbeitstreffen mit Radsport-Teams. Daraus entwickelte sich der Plan, eine neue Rennserie nach dem Vorbild der UCI WorldTour der Männer zu entwickeln. Sie sollte nicht mehr nur Eintagesrennen, wie im bis dahin veranstalteten Rad-Weltcup, sondern auch Etappenrennen umfassen.
Im ersten Jahr der UCI Women’s WorldTour 2016 stieg gegenüber dem Weltcup 2015 die Zahl der Radrennen von 10 auf 17, darunter waren vier Etappenrennen. In den folgenden Jahren wurden immer mehr Radrennen neu in die WorldTour aufgenommen, so dass sich deren Zahl auf 20 (2017), 23 (2018) und 27 (2023) erhöhte. 2024 umfasste die UCI Women’s WorldTour 28 Radrennen, darunter 14 Etappenrennen, und erstreckte sich auf insgesamt 83 Renntage zwischen Januar und Oktober.

### Zunahme von TV-Übertragungen
Da die Verfügbarkeit von TV-Übertragungen als wesentlicher Faktor für das Wachstum des Frauen-Radsports gilt, wurden mit der Einführung der WorldTour auch Mindeststandards für die mediale Präsentation der Radrennen festgelegt: Alle Veranstalter mussten ab 2016 eine Liveübertragung per TV oder Stream oder zumindest ein einstündiges Highlight-Magazin produzieren. Im Premierenjahr gab es bei 9 der 17 Rennen eine Live-Übertragung.
Ab der Saison 2020 wurden die Anforderungen an die mediale Berichterstattung weiter erhöht: Seitdem müssen sämtliche Radrennen mindestens 45 Minuten tägliche TV-Liveübertragungen garantieren. Als die Veranstalter des Giro d’Italia donne dieses Kriterium 2020 nicht erfüllten, wurden sie für das folgende Jahr von der WorldTour in das niedrigere Level 2.Pro heruntergestuft, obwohl sie als eines der renommiertesten Etappenrennen des Frauen-Radsports gelten. Auch für das britische Eintagesrennen RideLondon Classique drohte die UCI 2022, da das Rennen entgegen der Auflage der UCI nicht hinreichend live übertragen wurde, mit einer Rückstufung in die ProSeries. Dank neuer Garantien für eine Live-Übertragung ab 2023 konnte der WorldTour-Status aber erhalten bleiben.
Mit der Ausweitung der TV-Übertragungen von Women’s-World-Tour-Radrennen sind auch zunehmende Zuschauerzahlen zu verzeichnen. Bei der Premiere der Tour de France femmes sahen allein in Frankreich durchschnittlich 2,25 Millionen Zuschauer die Schlussetappe, mit einem Spitzenwert von 5,1 Millionen. Seit die Veranstalter der Flandern-Rundfahrt im Jahr 2020 die Reihenfolge der Zielankunft tauschten und das Frauenrennen erstmals nach statt vor dem Männerrennen endete, verfünffachte sich die Einschaltquote im flämischen TV gegenüber dem Vorjahr.

### Mindestlohn
Im Jahr 2020 führte die UCI einen sukzessive steigenden Mindestlohn für die Fahrerinnen der WorldTour-Teams ein. Er betrug zunächst 15.000 € pro Jahr für 2020 und stieg bis 2024 auf 35.000 € an. Damit entspricht er nun dem Mindestlohn männlicher Radprofis in UCI ProTeams, deren zweiter Kategorie.

## Regelwerk

### Länge der Radrennen
Laut UCI-Reglement beträgt die maximale Distanz eines Women’s WorldTour-Rennens 160 km. Im Vergleich dazu dürfen alle Radrennen unterhalb der World-Tour-Kategorie maximal 140 km lang sein. Nach vorheriger Genehmigung können auch längere Rennen geplant werden. Die vierte Etappe der Tour de France Femmes 2023 war mit 177,1 km das bisher längste Radrennen der Women's WorldTour.

### Anzahl der Teams und Teilnehmerinnen
Bei einem Rennen der WorldTour müssen mindestens 15 und maximal 24 Teams teilnehmen. An Eintagesrennen nehmen pro Team sechs Fahrerinnen teil. Bei Etappenrennen können die Veranstalter entweder sechs oder sieben Fahrerinnen pro Team zulassen, bei mehr als fünf Etappen sind es sieben Fahrerinnen.

## Weltrangliste und WorldTour-Ranking
Für alle Rennen der Women’s World Tour, ob Eintagesrennen oder Etappenrennen, vergibt der Radsportweltverband UCI die gleiche Anzahl von Punkten für die Weltrangliste. Die Siegerin erhält jeweils 400 Punkte, unabhängig von Dauer oder Prestige des Radrennens. Das steht im Gegensatz zur WorldTour der Männer, bei der ein Sieg bei der dreiwöchigen Tour de France mehr als viermal so viele Punkte für die Weltrangliste bringt wie ein Erfolg bei kleineren Eintagesrennen wie dem Omloop Het Nieuwsblad. Die Punktzahl für WorldTour-Rennen ist doppelt so hoch wie diejenigen der nächsten Kategorie von Radrennen, der UCI ProSeries, bei der die Siegerin 200 Punkte erhält.
Ab 2026 sollen die Rennen unterschiedlich gewichtet werden, wobei die Punkteverteilung den entsprechenden Rennen in der WorldTour der Männer folgt. Die meisten Punkte gibt es dann für den Gewinn der Tour de France Femmes, die übrigen Rennen sollen in vier weitere Stufen eingeteilt werden.
| Endergebnis | Endergebnis | Einzelne Etappen | Einzelne Etappen |
| ----------- | ----------- | ---------------- | ---------------- |
| Platzierung | Punkte      | Platzierung      | Punkte           |
| 1           | 400         | 1                | 50               |
| 2           | 320         | 2                | 40               |
| 3           | 260         | 3                | 30               |
| 4           | 220         | 4                | 25               |
| 5           | 180         | 5                | 20               |
| 6           | 140         | 6                | 18               |
| 7           | 120         | 7                | 15               |
| 8           | 100         | 8                | 10               |
| 9           | 80          | 9                | 8                |
| 10          | 68          | 10               | 6                |
| 11          | 56          |                  |                  |
| 12          | 48          |                  |                  |
| 13          | 40          |                  |                  |
| 14          | 32          |                  |                  |
| 15          | 28          |                  |                  |
| 16–20       | 24          |                  |                  |
| 21–30       | 16          |                  |                  |
| 31–40       | 8           |                  |                  |

Neben der über das Kalenderjahr hinweg „rollenden“ Weltrangliste gab es von 2016 bis 2024 für die WorldTour-Rennen eine weitere, separate Jahreswertung, die – im Gegensatz zur Weltrangliste – jeweils zu Beginn der Saison auf Null gesetzt wurde. Die Punktevergabe war mit derjenigen für die Weltrangliste identisch. Die aktuell Führende in der Gesamtwertung trug ein pinkes Trikot, die beste junge Fahrerin ein hellblaues. Mit Beginn der Saison 2025 wurden das Ranking und das Sondertrikot durch die UCI abgeschafft.
| Jahr | Fahrerwertung        | Teamwertung               |
| ---- | -------------------- | ------------------------- |
| 2016 | Megan Guarnier       | Boels Dolmans Cyclingteam |
| 2017 | Anna van der Breggen | Boels Dolmans Cyclingteam |
| 2018 | Annemiek van Vleuten | Boels Dolmans Cyclingteam |
| 2019 | Marianne Vos         | Boels Dolmans Cyclingteam |
| 2020 | Elizabeth Deignan    | Trek-Segafredo            |
| 2021 | Annemiek van Vleuten | Team SD Worx              |
| 2022 | Annemiek van Vleuten | Team SD Worx              |
| 2023 | Demi Vollering       | Team SD Worx              |
| 2024 | Lotte Kopecky        | Team SD Worx-Protime      |

## WorldTeams
Seit 2020 gibt es UCI Women’s WorldTeams als neue, höchste Team-Kategorie im Frauen-Radsport. Der Radsport-Weltverband vergab zunächst acht Lizenzen. 2021 kam ein neuntes Team dazu, 2022 gab es bereits 14 WorldTeams. Seit 2023 ist die Zahl von WorldTour-Teams auf (maximal) 15 festgelegt. Die Teamlizenzen wurden zur Saison 2024 neu für zwei Jahre vergeben. Ab 2026 sollen sie für drei Jahre vergeben werden.
Die Veranstalter der WorldTour-Rennen sind verpflichtet, alle 15 WorldTeams einzuladen, sowie die beiden in der Weltrangliste des vergangenen Kalenderjahres am besten platzierten UCI Women’s Continental Teams.
| Name des Teams             | Land               | Einstufung als WorldTeam | Einstufung als WorldTeam | Einstufung als WorldTeam | Einstufung als WorldTeam | Einstufung als WorldTeam | Einstufung als WorldTeam |
| Name des Teams             | Land               | 2020                     | 2021                     | 2022                     | 2023                     | 2024                     | 2025                     |
| -------------------------- | ------------------ | ------------------------ | ------------------------ | ------------------------ | ------------------------ | ------------------------ | ------------------------ |
| AG Insurance-Soudal Team   | Belgien            |                          |                          |                          |                          | x                        | x                        |
| Canyon//SRAM zondacrypto   | Deutschland        | x                        | x                        | x                        | x                        | x                        | x                        |
| Ceratizit Pro Cycling Team | Deutschland        |                          |                          |                          |                          | x                        | x                        |
| FDJ-Suez                   | Frankreich         | x                        | x                        | x                        | x                        | x                        | x                        |
| Fenix-Deceuninck           | Belgien            |                          |                          |                          | x                        | x                        | x                        |
| Human Powered Health       | Vereinigte Staaten |                          |                          | x                        | x                        | x                        | x                        |
| Lidl-Trek                  | Vereinigte Staaten | x                        | x                        | x                        | x                        | x                        | x                        |
| Liv AlUla Jayco            | Australien         | x                        | x                        | x                        | x                        | x                        | x                        |
| Movistar Team Women        | Spanien            | x                        | x                        | x                        | x                        | x                        | x                        |
| Roland                     | Schweiz            |                          |                          | x                        | x                        | x                        | x                        |
| Team Picnic PostNL         | Niederlande        | x                        | x                        | x                        | x                        | x                        | x                        |
| Team SD Worx-Protime       | Niederlande        |                          | x                        | x                        | x                        | x                        | x                        |
| Team Visma-Lease a Bike    | Niederlande        |                          |                          | x                        | x                        | x                        | x                        |
| UAE Team ADQ               | Ver. Arab. Emirate | x                        | x                        | x                        | x                        | x                        | x                        |
| Uno-X Mobility             | Norwegen           |                          |                          | x                        | x                        | x                        | x                        |

| Name des Teams         | Land               | Zeitraum  | Grund                                                        |
| ---------------------- | ------------------ | --------- | ------------------------------------------------------------ |
| Liv Racing Teqfind     | Niederlande        | 2020–2023 | Fusion mit Team Jayco AlUla zu Liv AlUla Jayco               |
| EF Education-Tibco-SVB | Vereinigte Staaten | 2022–2023 | Auflösung des Teams, Neugründung als EF Education-Cannondale |

## Radrennen der WorldTour
Neben einigen eigenständigen und bereits traditionsreichen Radrennen für Frauen wie die Trofeo Alfredo Binda und die Simac Ladies Tour ist die UCI Women's WorldTour inzwischen überwiegend Rennen geprägt, die aus dem Männer-Radsport bekannt sind und sich in den vergangenen 20 Jahren zunehmend auch für Frauen geöffnet haben. Derzeit ist die Lombardei-Rundfahrt, die bei den Männern als Monument des Radsports gilt, das prestigeträchtigste Radrennen ohne Austragung auch für Frauen.
Bisher war kein deutsches oder österreichisches Radrennen Teil der Women's WorldTour. Zum Vorgängerwettbewerb, dem Rad-Weltcup der Frauen, gehörten zeitweilig die inzwischen jeweils eingestellten Rund um die Nürnberger Altstadt und Sparkassen Giro Bochum.
2026 soll mit Dwars door Vlaanderen ein weiteres Eintagesrennen hinzukommen.
| Rennen                            | Land               | Termin         | Tage | Erstaustragung Frauen (Männer) | WorldTour seit |
| --------------------------------- | ------------------ | -------------- | ---- | ------------------------------ | -------------- |
| Tour Down Under                   | Australien         | Januar         | 3    | 2016 (1999)                    | 2023           |
| Cadel Evans Great Ocean Road Race | Australien         | Januar         | 1    | 2015 (2015)                    | 2020           |
| UAE Tour                          | Ver. Arab. Emirate | Februar        | 4    | 2023 (2015)                    | 2023           |
| Omloop Het Nieuwsblad             | Belgien            | Februar / März | 1    | 2006 (1945)                    | 2023           |
| Strade Bianche                    | Italien            | März           | 1    | 2015 (2007)                    | 2016           |
| Trofeo Alfredo Binda              | Italien            | März           | 1    | 1974 (–)                       | 2016           |
| Mailand–Sanremo                   | Italien            | März           | 1    | 2025 (1907)                    | 2025           |
| Classic Brugge–De Panne           | Belgien            | März           | 1    | 2018 (1977)                    | 2018           |
| Gent–Wevelgem                     | Belgien            | März           | 1    | 2012 (1934)                    | 2016           |
| Flandern-Rundfahrt                | Belgien            | März / April   | 1    | 2004 (1913)                    | 2016           |
| Paris–Roubaix                     | Frankreich         | April          | 1    | 2021 (1896)                    | 2021           |
| Amstel Gold Race                  | Niederlande        | April          | 1    | 2001 (1966)                    | 2017           |
| Flèche Wallonne                   | Belgien            | April          | 1    | 1998 (1936)                    | 2016           |
| Lüttich–Bastogne–Lüttich          | Belgien            | April          | 1    | 2017 (1892)                    | 2017           |
| Vuelta Femenina                   | Spanien            | April / Mai    | 8    | 2015 (1935)                    | 2016           |
| Itzulia Women                     | Spanien            | Mai            | 3    | 2022 (1924)                    | 2022           |
| Vuelta a Burgos                   | Spanien            | Mai            | 4    | 2015 (1946)                    | 2021           |
| Tour of Britain                   | Großbritannien     | Juni           | 4    | 2014 (–)                       | 2016           |
| Tour de Suisse                    | Schweiz            | Juni           | 4    | 2021 (1933)                    | 2023           |
| Copenhagen Sprint                 | Dänemark           | Juni           | 1    | 2025 (2025)                    | 2025           |
| Giro Donne                        | Italien            | Juli           | 9    | 1988 (1909)                    | 2016           |
| Tour de France Femmes             | Frankreich         | August         | 8    | 2014 (1903)                    | 2016           |
| Classic Lorient Agglomération     | Frankreich         | August         | 1    | 2002 (1931)                    | 2016           |
| Tour de Romandie                  | Schweiz            | September      | 4    | 2022 (1947)                    | 2022           |
| Simac Ladies Tour                 | Niederlande        | August         | 6    | 1998 (–)                       | 2017           |
| Tour of Chongming Island          | China              | Oktober        | 3    | 2007 (–)                       | 2016           |
| Tour of Guangxi                   | China              | Oktober        | 1    | 2017 (2017)                    | 2018           |

| Rennen                                     | Land               | Zeitraum        | Tage | Grund                                                  |
| ------------------------------------------ | ------------------ | --------------- | ---- | ------------------------------------------------------ |
| Philadelphia International Cycling Classic | Vereinigte Staaten | 2016            | 1    | Aus finanziellen Gründen eingestellt                   |
| Kalifornien-Rundfahrt                      | Vereinigte Staaten | 2016–2019       | 3    | Aus finanziellen Gründen eingestellt                   |
| Emakumeen Bira                             | Spanien            | 2018–2019       | 4    | Aus finanziellen Gründen eingestellt                   |
| Ladies Tour of Norway                      | Norwegen           | 2017–2021       | 4    | Abgelöst durch die Tour of Scandinavia                 |
| Ladies Tour of Norway (Teamzeitfahren)     | Norwegen           | 2018            | 1    | Eingestellt                                            |
| La Course by Le Tour de France             | Frankreich         | 2016–2021       | 1    | Abgelöst durch die Tour de France Femmes               |
| Donostia San Sebastian Klasikoa            | Spanien            | 2021            | 1    | Abgelöst durch das Etappenrennen Itzulia Women         |
| Vårgårda WestSweden RR                     | Schweden           | 2016–2019, 2022 | 1    | Aus finanziellen Gründen eingestellt                   |
| Vårgårda WestSweden TTT                    | Schweden           | 2016–2019, 2022 | 1    | Aus finanziellen Gründen eingestellt                   |
| Tour of Scandinavia                        | Norwegen           | 2022, 2023      | 5    | nach 2023 eingestellt                                  |
| Ronde van Drenthe                          | Niederlande        | 2016–2024       | 1    | nach 2024 eingestellt                                  |
| RideLondon Classique                       | Großbritannien     | 2016–2024       | 3    | 2025 ausgesetzt, 2026 nicht mehr im WorldTour-Kalender |